# Zaminowanie Wyborga

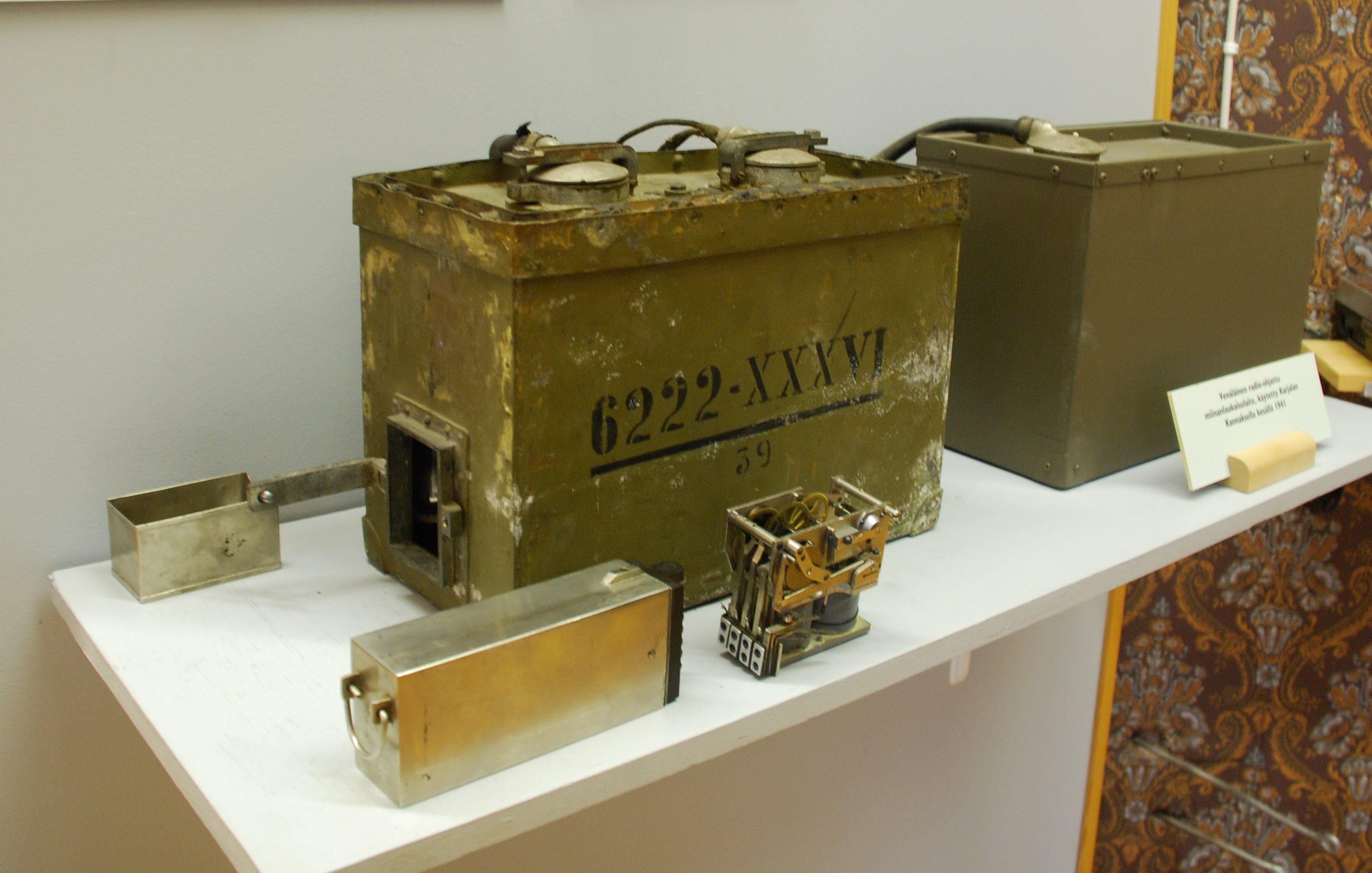
Radziecka mina z zapalnikiem radiowym

Zaminowanie Wyborga zostało przeprowadzone przez Związek Radziecki po zajęciu go podczas wojny zimowej w 1940 roku. Do tego celu użyto min z zapalnikiem radiowym, które wybuchały, gdy określonej częstotliwości odtwarzany był trójdźwięk powodujący wibrowanie umieszczonych w ładunku trzech stroików. 
Tuż po rozpoczęciu wojny kontynuacyjnej Sowieci rozpoczęli ich systematyczną detonację, wprowadzając nieświadomych ich mechanizmu działania Finów w konsternację. Na pierwszą minę tego typu fińscy saperzy trafili pod jednym z mostów 28 czerwca 1941 roku. Z analizy technicznej urządzenia wynikło, że jest to ładunek odpalany radiowo na częstotliwości 715 kHz. Aby zagłuszać detonujące miny fale, Finowie początkowo emitowali na tej częstotliwości ludowy utwór Säkkijärven polkka odtwarzając go łącznie około 1500 razy. Z czasem opracowali alternatywną metodę sygnału interferencyjnego, którą stosowali do 2 lutego 1942 roku.
Łączna moc wszystkich rozbrojonych przez saperów ładunków w Wyborgu wynosiła 4325 kg trotylu.